# 大号
低音號（英語：Tuba）（亦称低音大喇叭或土巴号，在中國多稱之為大号），是一种低音铜管乐器。在管弦乐队、管乐队中经常使用，是音域最低，体积最大的铜管乐器之一。

## 历史沿革
低音號这种乐器的前身是蛇號。蛇號大约出现于16世纪末的西欧，是一种木制的低音管乐器，其管身弯曲如蛇状。一些早期的西方作曲家，如雷奥宁（Leoninus）和裴劳定（Perotinus）都曾在其作品中使用过蛇號。
历史介于蛇號和现代低音號之间的另一种低音管乐器叫做指孔大號（ophicleide），由19世纪爱尔兰乐器制造家Joseph Halliday发明。这种乐器的外形和结构都类似于今天的低音萨克管，但体积較大。
现代低音號是由德国指挥Wilhelm Wieprecht和乐器制造家Johann Gottfried于1835年发明并注册专利的。低音號在发明后不久就被英国的铜管乐队采用。从那时候至今，低音號的构造没有发生很大的变化。
蘇沙號是低音號的一種，常用于行進樂隊和室外演奏，一般認為由美國人J. W. Pepper首創於1893年。雖然這種樂器的名稱叫做蘇薩風，但是其最早的設計歷年事實上並非源自美國作曲家約翰·菲利普·蘇沙。
所謂的華格納號，是一種體積較普通，比低音號小，音域更高的銅管樂器。它是在德國作曲家瓦格纳在他的指環系列歌劇中最先使用，因而得名。

## 构造和发音原理
與小號、長號等其他銅管樂器類似，低音號的發音依賴嘴唇碰著金屬吹嘴（mouthpiece）來震動。低音號的吹嘴非常深，有時稱為“杯形吹嘴”。演奏者的嘴唇在氣流的推動下在吹嘴內震動，帶動整個低音號的管身內的空氣柱震動，並形成一個駐波。駐波的波長受演奏者的嘴唇、氣流以及按鍵的控制，決定了所發出的音高。一個固定的管長所可能發出的所有音稱為這個管長的泛音。
低音號按键起到改变总管长的作用。基本的三个键分别将基音降低大二度，小二度和小三度，并可按照简单的加法规则组合。四键低音號的第四键可将基音降低纯四度。
低音號在演奏時，演奏者所呼出的空氣內所含有的水蒸氣在內管壁凝聚成水，如果駐留過多，會影響正常發音。這就是為什麼在低音號的底部通常都有一個出水閥，這一點與其他銅管樂器類似。由於低音號是演奏所需氣流量最大的銅管樂器，所以排出的水量通常也相當可觀。
低音號的极限音域为大字二组的F（科学音高记法：F0）到小字二组的C（科学音高记法：C5），常用音域为大字一组的E♭（科学音高记法：E♭1）到小字一组的A（科学音高记法：A4）。

## 种类
按照按鍵的種類，低音號可以分為轉閥式低音號和活塞式低音號兩類。這兩種低音號今天有著基本相同的普及性，傳統上德國樂隊傾向於使用轉閥式，美國、英國樂隊傾向於使用活塞式。活塞式低音號的按鍵可以分為上下運動和前後（裏外）運動兩種。
低音號按照調性可分為C調，B♭調，F調，E♭調等。不同調性的低音號在世界不同國家的普及程度不一。B♭調低音號是中國大陸、德國、奧地利、俄羅斯等國家或地區最為普及的低音號類型。在英國，E♭調低音號更為常見。美國的交響樂隊更傾向於使用C調低音號。F調低音號因其樂器的自身特點，更多的在獨奏中被使用，拉威爾為穆索爾斯基的《圖畫展覽會》中“牛車”一段最早就是專門寫給F調低音號的。在管樂隊和行進樂隊中，B♭調低音號更受青睞，因為其音準與其他銅管樂器更加吻合。
虽然有这些不同調性的低音號，但所有的低音號都是实音记谱，也就是说谱面上的音代表实际的音高。低音號一般用低音谱号记谱。
按照结构和演奏时的姿势，低音號可分为抱号和扛号两大类。扛号就是苏萨风，其外形是螺旋和一个上方向前的喇叭口，演奏时螺旋部分置于演奏者肩上，行进乐队使用较多。抱号多用于室内演奏，演奏时置于音乐家大腿上或大腿之间。号口向上的低音號是最常见的抱号，有时也叫做“音乐会低音號”；另一种号口向前的低音號有时称作“录音用低音號”。
按照按键的数量，低音號有"三键"、"四键"、"五键"和"六键"之分。三键低音號是最基本、最经济的配置。四键低音號的第四键一般起到降低四度的作用，与低音长号的变音键类似。五键低音號受到职业级演奏家的青睐。六键低音號多出现于F调低音號。
上低音號有時也叫做巴里東號（Baritone Horn），其尺寸比低音號小，音高比低音號高一個八度。

## 作用
現代交響樂隊的一員，屬於銅管聲部，演奏時通常坐在第3長號（低音長號）的外側。傳統上，低音號在交響樂隊中起到加強銅管、木管低音和低音提琴聲部的作用。交響樂隊通常只使用一個低音號，但是在斯特拉文斯基的《春之祭》、理查·施特勞斯的《查拉圖斯特拉如是說》、《阿爾卑斯交響樂》、肖斯塔科維奇的《第四交響曲》及白寮士的《幻想交響曲》等作品中，交響樂隊需使用兩個低音號，在霍爾斯特的《行星組曲》中，樂隊使用了一個低音號和一個高音低音號（小低音號）。其他使用低音號的知名作曲家包括馬勒、普羅科菲耶夫、艾爾加等。伯遼茨的《幻想交響曲》是一部非常重要的低音號交響樂作品，在它的第5樂章中低音號首次作為領奏樂器被賦予了獨奏片段，而且這部交響樂作品對於低音號演奏的困難程度是每一位低音號演奏者所共知的，並被作為各大樂團考試的必考片段。隨著音樂的發展，低音號越來越多得走向獨奏的位置。為低音號寫過交響或管樂協奏曲的作曲家主要有約翰·威廉斯 （谱写了第一首为独奏大号创作的协奏曲）、Don Haddad等。
低音號在管乐队中是必备的低音乐器，扮演整个乐队低音基础的角色。
行进乐队广泛使用低音號，但在其中低音號时常以苏萨风的形式出现。
低音號是传统的铜管五重奏的基本乐器之一。
另外，低音號在爵士乐中也有重要地位。在早期爵士乐的室外演出中，经常用低音號来代替音量不够响亮的低音提琴。

## 演奏技巧
低音號的演奏技巧與其他銅管樂器類似。吐音，連音，長音是基本功。低音號亦可雙吐，三吐或彈吐，但是在演奏中較少使用。迴圈呼吸也是某些低音號演奏家所掌握的技巧之一。低音號的發音可以相當靈巧，演奏一些快速炫技的片段，最有代表性的作品就是加拿大銅管五重奏改編的野蜂飛舞。
双音是一种低音號演奏家在吹奏乐器发音的同時，震动声带发出另一个音的演奏技巧，就像是“一边吹号一边唱歌”。该技巧主要在现代作品中使用。挪威低音號演奏家Øystein Baadsvik （页面存档备份，存于）创作的Fnugg（挪威语，意为“像雪花一样的小东西）中这种技术得到了充分的应用。

## 外部連結
- The History of Tuba（低音號的歷史）
- 國際低音號和上低音號協會（页面存档备份，存于）
- 中國管樂網論壇低音號版 （页面存档备份，存于）